# Championnat de France de water-polo de Nationale 1 masculin
Le Championnat de France de water-polo de Nationale 1 masculin est le deuxième échelon[Depuis quand ?] du championnat de France de water-polo masculin français, derrière le championnat de France élite.

## Historique
Dans les années 2000 et 2010, le championnat Nationale 1 se joue en rencontres aller-retour entre douze clubs. Le premier du classement est promu en championnat élite, la première division française, en remplacement du dixième de la phase régulière de l’élite qui est directement relégué en N1. Le deuxième joue un barrage contre le neuvième de la phase régulière de l’élite.
En 2011-2012, le championnat comprend treize clubs en raison d’un problème réglementaire survenu pendant le tournoi final à quatre équipes du championnat Nationale 2 en mai 2011. Le Sporting club libellule de Denain, cinquième de la phase régulière, participe en remplacement de l’équipe seconde du FNC Douai en contradiction avec l’article 3.3.8 du règlement fédéral. Le SCL Denain est proclamé champion de N2, mais ce titre et sa montée en N1 sont contestés par une partie des clubs finalistes. Finalement, la N1 de 2011-2012 comprend treize clubs pour ne leser ni la montée du club de Denain, ni celle des deux meilleurs finalistes qualifiés par la phase régulière.

## Palmarès
| Année | Vainqueur                                                                                                  | Vice-champion                                                                                              |
| 2000  | Aix-en-Provence Natation                                                                                   | ? |
| 2001  | FNC Douai                                                                                                  | ? |
| 2002  | Reims Natation 89                                                                                          | ? |
| 2003  | CN Aix-les-Bains                                                                                           | ? |
| 2004  | Aix-en-Provence Natation (2)                                                                               | ? |
| 2005  | FNC Douai (2)                                                                                              | ? |
| 2006  | CN Livry-Gargan                                                                                            | ? |
| 2007  | FNC Douai (3)                                                                                              | Enfants de Neptune de Tourcoing                                                                            |
| 2008  | Nautic Club angérien                                                                                       | ? |
| 2009  | Aix-en-Provence Natation (3)                                                                               | ? |
| 2010  | Reims Natation 89 (2)                                                                                      | ? |
| 2011  | Cercle des nageurs noiséens                                                                                | ? |
| 2012  | Cercle des nageurs de Senlis                                                                               | ? |
| 2013  | Reims Natation 89 (3)                                                                                      | ? |
| 2014  | CN Aix-les-Bains (2)                                                                                       | ? |
| 2015  | Reims Natation 89 (4)                                                                                      | ? |
| 2016  | Reims Natation 89 (5)                                                                                      | ? |
| 2017  | Reims Natation 89 (6)                                                                                      | ? |
| 2018  | Reims Natation 89 (7)                                                                                      | CN Aix-en-Savoie                                                                                           |
| 2019  | CN Aix-en-Savoie (3)                                                                                       | ? |
| 2020  | Annulé en raison de la pandémie de coronavirus Championnat abandonné (Aucun vainqueur ; pas de relégation) | Annulé en raison de la pandémie de coronavirus Championnat abandonné (Aucun vainqueur ; pas de relégation) |
| 2021  | pas de champion (pandémie de coronavirus)                                                                  | pas de champion (pandémie de coronavirus)                                                                  |
| 2022  | CN Aix-en-Savoie (4)                                                                                       | Mulhouse Water-Polo                                                                                        |
| 2023  | Taverny SN 95 (1)                                                                                          | FNC Douai                                                                                                  |
| 2024  | Union Saint-Bruno Bordeaux                                                                                 | FNC Douai                                                                                                  |
| 2025  | FNC Douai (4)                                                                                              | Union Saint-Bruno Bordeaux                                                                                 |
| 2026  | - | - |

## Saisons

### Saison 2010-2011

#### Saison 2010-2011 - Equipes
| Clubs                                    | Piscines                           | Capacités | Villes              |
| ---------------------------------------- | ---------------------------------- | --------- | ------------------- |
| Cercle des nageurs de Senlis             |                                    |           | Senlis              |
| Cercle des nageurs noiséens              | Piscine Édouard-Herriot            |           | Noisy-le-Sec        |
| NC Saint-Jean-d'Angély                   | Centre aquatique Atlantys          |           | Saint-Jean-d'Angély |
| Sauveteurs de Givors                     | Piscine de Givors                  |           | Givors              |
| Cercle des nageurs de la Marne Charenton | Complexe Telemaco Gouin            |           | Charenton-le-Pont   |
| Cercle nautique de Livry-Gargan          |                                    |           | Livry-Gargan        |
| Racing club Arras                        |                                    |           | Arras               |
| Enfants de Neptune Lille Métropole       |                                    |           | Lille               |
| Pélican Club Valenciennes                | Piscine municipale de Valenciennes |           | Valenciennes        |
| Sporting club de natation Choisy Le Roi  |                                    |           | Choisy-le-Roi       |
| Canards rochelais                        | Piscine Lucien Maylin              |           | La Rochelle         |
| Pole France INSEP                        |                                    |           | Noisy-le-Sec        |

### Saison 2015-2016

#### Saison 2015-2016 - Equipes
| Clubs                      | Piscines                       | Capacités | Villes              |
| -------------------------- | ------------------------------ | --------- | ------------------- |
| Reims Natation 89          |                                |           | Reims               |
| Union Saint-Bruno Bordeaux |                                |           | Bordeaux            |
| NC Saint-Jean-d'Angély     | Centre aquatique Atlantys      |           | Saint-Jean-d'Angély |
| Sauveteurs de Givors       | Piscine de Givors              |           | Givors              |
| C. N. Marne Charenton      | Complexe Telemaco Gouin        |           | Charenton-le-Pont   |
| C. N. Livry-Gargan         | Centre nautique municipal      |           | Livry-Gargan        |
| C. N. Aix-les-Bains        | Centre Aquatique Aix-les-Bains |           | Aix-les-Bains       |
| S. C. Libellule Denain     |                                |           |                     |
| Pélican Club Valenciennes  | Piscine Municipale             |           | Valenciennes        |
| S. C. N. Choisy-le-Roi     | Piscine Municipale             |           | Choisy-le-Roi       |
| Taverny S.N. 95            | Piscine Intercommunale         |           | Taverny             |
| ASPTT Limoges              | Piscine Beaublanc              |           | Limoges             |

### Saison 2017-2018

#### Saison 2017-2018 - Equipes
| Clubs                       | Piscines                       | Capacités | Villes              |
| --------------------------- | ------------------------------ | --------- | ------------------- |
| Reims Natation 89           | Piscine des Thiolettes         |           | Reims               |
| C. N. Aix-en-Savoie         | Centre Aquatique Aix-les-Bains |           | Aix-les-Bains       |
| C. N. Livry-Gargan          | Centre Nautique Roger-Lebas    |           | Livry-Gargan        |
| NC Saint-Jean-d'Angély      | Centre Aquatique Atlantys      |           | Saint-Jean-d'Angély |
| N. C. Moulinois 03 Auvergne | Centre Aqualudique L’Ovive     |           | Moulins             |
| Mulhouse Water Polo         | Piscine de L'Illberg           |           | Mulhouse            |
| Taverny S.N. 95             | Piscine Intercommunale         |           | Taverny             |
| Sauveteurs de Givors        | Centre nautique de Givors      |           | Givors              |
| S. C. N. Choisy-le-Roi      | Piscine Municipale             |           | Choisy-le-Roi       |
| S. C. Libellule Denain      | Centre Nautique Gustave Ansart |           | Denain              |
| S. N. Harnes                | Piscine Municipale de Harnes   |           | Harnes              |
| Réserve du C. N. Marseille  | Piscine Pierre Garsau          |           | Marseille           |

### Saison 2018-2019
| Clubs                   | Piscines | Capacités | Villes |
| ----------------------- | -------- | --------- | ------ |
| C. N. Aix-en-Savoie     |          |           |        |
| C. N. Livry-Gargan      |          |           |        |
| Mulhouse Water Polo     |          |           |        |
| N. C. Moulinois         |          |           |        |
| S. N. Harnes            |          |           |        |
| R.C. France             |          |           |        |
| UNION ST-BRUNO BORDEAUX |          |           |        |
| Taverny S.N. 95         |          |           |        |
| S. C. Libellule Denain  |          |           |        |
| NC Saint-Jean-d'Angély  |          |           |        |
| Sauveteurs de Givors    |          |           |        |

### Saison 2022-2023
| Clubs                        | Piscines                                  | Capacités | Villes              |
| ---------------------------- | ----------------------------------------- | --------- | ------------------- |
| CN Aix en Savoie             | Aqualac                                   |           | Aix-les-Bains       |
| Mulhouse Water Polo          | Piscine de l'Illberg                      |           | Mulhouse            |
| Taverny SN 95                | Piscine Intercommunale de Taverny         |           | Taverny             |
| Union Saint-Bruno Bordeaux   | Piscine Judaïque Jean Boiteux             |           | Bordeaux            |
| SN Harnes                    | Piscine Municipale Marius-Leclercq        |           | Harnes              |
| Francs Nageurs Club de Douai | Sourcéane                                 |           | Sin-le-Noble        |
| SC Thionville                | Centre de Loisirs Nautiques de Thionville |           | Thionville          |
| Racing Club de France        | Piscine Armand-Massard                    |           | Paris               |
| Cercle 93 (2)                | Stade Nautique Maurice Thorez             |           | Montreuil           |
| CN Livry-Gargan              | Centre Nautique Roger-Lebas               |           | Livry-Gargan        |
| SCN Choisy-le-Roi            | Piscine Municipale Jean Andrieu           |           | Choisy-le-Roi       |
| NC Angérien                  | Centre Aquatique Atlantys                 |           | Saint-Jean-d'Angély |
| Sauveteurs de Givors         | Centre Aquatique de Givors                |           | Givors              |
| Nautic Club Moulinois        | Centre Aqualudique L'Ovive                |           | Moulins             |